# Tenindewa
Tenindewa is een plaats in de regio Mid West in West-Australië.

## Geschiedenis
In 1893 werd begonnen met de aanleg van de spoorweg tussen Geraldton en Mullewa. Rond 1905 vestigden de eerste landbouwers zich in de streek.
In 1908 werd er een nevenspoor in gebruik genomen: '55 Mile Siding'. De naam van het nevenspoor werd in september dat jaar in Kockatea veranderd, naar de Aboriginesnaam van een nabijgelegen waterloop. Een jaar later veranderde de naam weer, nu in Tenindewa.
Tegen 1910 ontwikkelde zich aan het nevenspoor een dorp met spoorwegbarakken, een postkantoor, een gemeenschapszaal en enkele sportfaciliteiten. In 1913 werd het dorp Tenindewa officieel gesticht. De naam is eveneens Aborigines van oorsprong maar de betekenis ervan is niet bekend. Dat jaar opende ook een schooltje.
In 1921 opende een 'Westfarmers Co-operative'-winkel. In 1935 werd de winkel in een nieuw gebouw gevestigd. De winkel sloot in 1985 de deuren en is het enige overblijvende gebouw van het dorp. Met het sluiten van de winkel werd West-Australiës laatste manuele telefooncentrale buiten bedrijf gesteld.
Het nevenspoor werd in 1987 uit gebruik genomen. Later werd er wel nog een bijkomend spoor aangelegd zodat ijzerertstreinen er kunnen kruisen.

## Beschrijving
Tenindewa maakt deel uit van het lokale bestuursgebied (LGA) City of Greater Geraldton, waarvan Geraldton de hoofdplaats is.
In 2021 telde de omgeving van het spookdorp Tenindewa 54 inwoners, tegenover 143 in 2006.

## Toerisme
De 'Yamaji Drive Trail', een toeristische autoroute met de geschiedenis van de Yamaji Aborigines als onderwerp, loopt langs Tenindewa. Het 'Woolya Reserve' herbergt een historische waterbron van de Aborigines. Men kan er wilde bloemen bekijken en vogelen.
Tegenover het historische winkelgebouw vindt men de historische 'Tenindewa Stockyards'.

## Ligging
Tenindewa ligt langs de 'Geraldton-Mount Magnet Road' die de Great Northern Highway en de North West Coastal Highway verbindt, ongeveer 435 kilometer ten noorden van de West-Australische hoofdstad Perth, 260 kilometer ten westzuidwesten van Mount Magnet en 80 kilometer ten oostnoordoosten van Geraldton.
De spoorweg die door Tenindewa loopt maakt deel uit van het goederenspoorwegnetwerk van Arc Infrastructure.